# Leichtathletik-Weltmeisterschaften 2011/Marathon der Frauen
Der Marathonlauf der Frauen bei den Leichtathletik-Weltmeisterschaften 2011 fand am 27. August 2011 um 9:00 Uhr Ortszeit in den Straßen der südkoreanischen Stadt Daegu statt und war der dritte Lauf des World Marathon Majors des Jahres.
Die Läuferinnen aus Kenia erzielten in diesem Wettbewerb einen Dreifachsieg. Weltmeisterin wurde Edna Kiplagat. Sie gewann vor Priscah Jeptoo. Bronze ging an Sharon Jemutai Cherop.
Außerdem gab es wieder eine Teamwertung, den sogenannten Marathon-Cup. Erlaubt waren fünf Läuferinnen je Nation, von denen für die Wertung die Zeiten der jeweils besten drei addiert wurden. Dieser Wettbewerb zählte allerdings nicht zum offiziellen Medaillenspiegel. Es siegte die Mannschaft aus Kenia vor der Volksrepublik China und Äthiopien.

## Bestehende Rekorde
| Weltrekord | 2:15:25 h | Paula Radcliffe | London-Marathon 2003, Großbritannien | 13. April 2003  |
| WM-Rekord  | 2:20:57 h | Paula Radcliffe | WM 2005 in Helsinki, Finnland        | 14. August 2005 |

Der bestehende WM-Rekord wurde bei diesen Weltmeisterschaften nicht eingestellt und nicht verbessert.

## Doping
Der Marathonlauf war von drei Dopingfällen betroffen.
- Tetjana Gamera, Ukraine, zunächst Vierzehnte. Sie erhielt wegen Blutdopings, das aus ihrem Biologischen Pass ersichtlich wurde, eine vierjährige Sperre bis zum 29. September 2019. Ihre seit August 2011 erzielten Resultate wurden gestrichen.[2]
- Bahar Doğan, Türkei, zunächst Rang 36. Sie wurde wegen Auffälligkeiten in ihrem Biologischen Pass vom 31. März 2015 bis zum 30. September 2017 gesperrt. Zahlreiche Resultate wurden gestrichen, darunter das von diesen Weltmeisterschaften.[3]
- Kateryna Stezenko, Ukraine, Ziel nicht erreicht. Aufgrund von Auffälligkeiten in ihrem Biologischen Pass wurde die Athletin vom 27. April 2016 bis zum 26. August 2018 gesperrt. Ihre seit dem 26. August 2011 erzielten Resultate wurden für den nachfolgenden Zeitraum von fünf Jahren annulliert.[4]

## Ergebnis

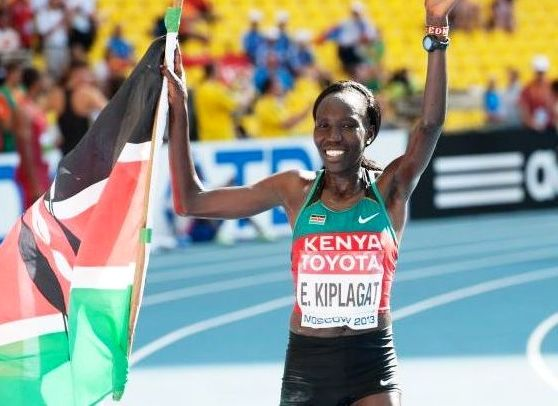
Weltmeisterin Edna Kiplagat

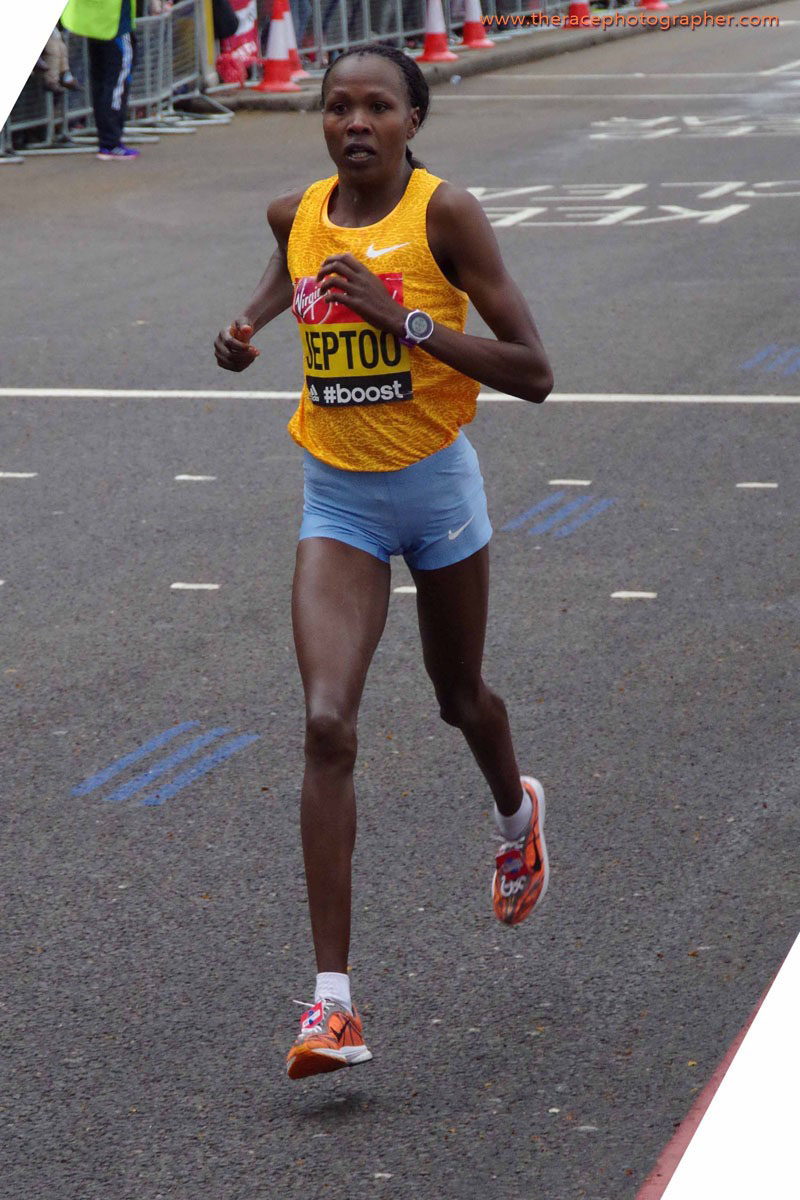
Vizeweltmeisterin Priscah Jeptoo

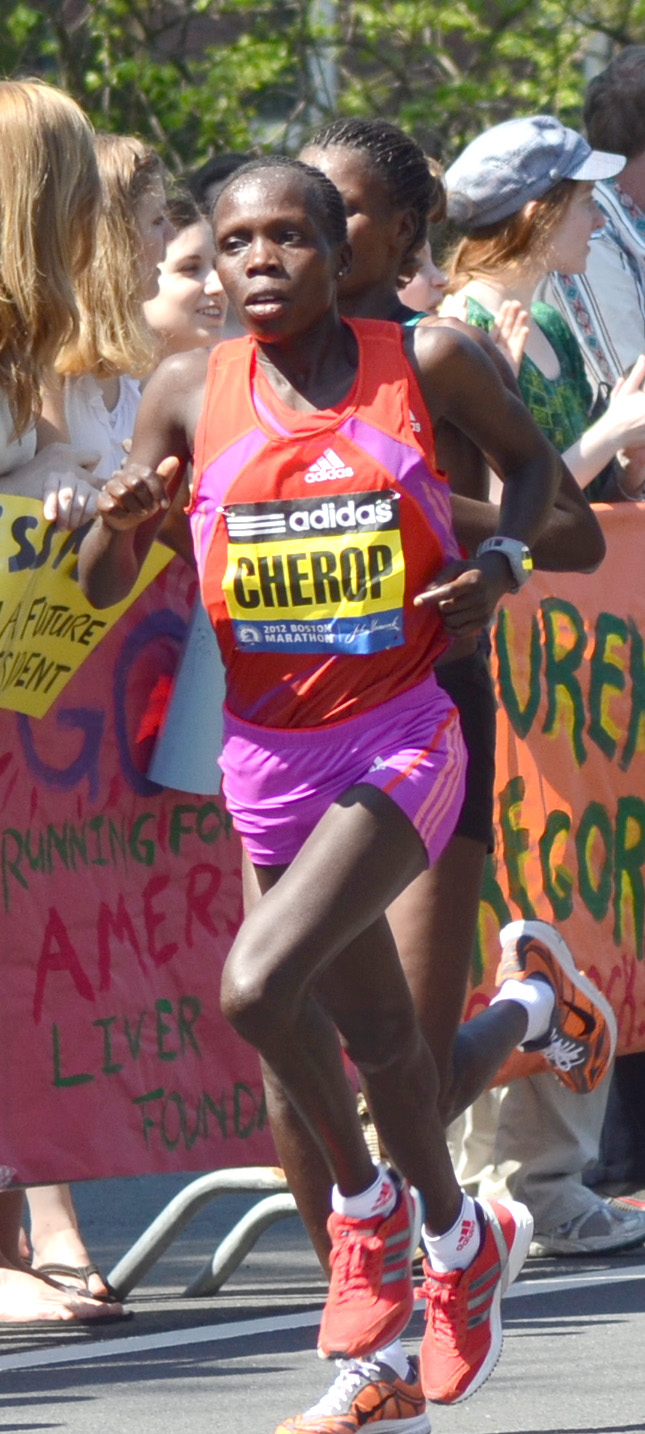
Bronzemedaillengewinnerin Sharon Jemutai Cherop

27. August 2011, 9:00 Uhr
| Platz | Athletin                     | Land                    | Zeit (h)                                      |
| ----- | ---------------------------- | ----------------------- | --------------------------------------------- |
|       | Edna Kiplagat                | Kenia                   | 2:28:43                                       |
|       | Priscah Jeptoo               | Kenia                   | 2:29:00                                       |
|       | Sharon Jemutai Cherop        | Kenia                   | 2:29:14 SB                                    |
| 04    | Bezunesh Bekele              | Äthiopien               | 2:29:21                                       |
| 05    | Yukiko Akaba                 | Japan                   | 2:29:35                                       |
| 06    | Zhou Chunxiu                 | Volksrepublik China     | 2:29:58                                       |
| 07    | Isabellah Andersson          | Schweden                | 2:30:13                                       |
| 08    | Wang Jiali                   | Volksrepublik China     | 2:30:25                                       |
| 09    | Marisa Barros                | Portugal                | 2:30:29                                       |
| 10    | Remi Nakazato                | Japan                   | 2:30:52                                       |
| 11    | Chen Rong                    | Volksrepublik China     | 2:31:11                                       |
| 12    | Aberu Kebede                 | Äthiopien               | 2:31:22                                       |
| 13    | Irene Jerotich Kosgei        | Kenia                   | 2:31:29 SB                                    |
| 14    | Atsede Baysa                 | Äthiopien               | 2:31:37                                       |
| 15    | Jia Chaofeng                 | Volksrepublik China     | 2:31:58                                       |
| 16    | Tera Moody                   | USA                     | 2:32:04 SB                                    |
| 17    | Yoshimi Ozaki                | Japan                   | 2:32:31                                       |
| 18    | Azusa Nojiri                 | Japan                   | 2:33:42                                       |
| 19    | Lishan Dula                  | Bahrain                 | 2:33:47                                       |
| 20    | Olena Burkowska              | Ukraine                 | 2:34:21                                       |
| 21    | Mai Itō                      | Japan                   | 2:35:16                                       |
| 22    | Margarita Plaksina           | Russland                | 2:35:39                                       |
| 23    | Susan Partridge              | Großbritannien          | 2:35:57                                       |
| 24    | Diana Lobačevskė             | Litauen                 | 2:36:05 SB                                    |
| 25    | Wang Xueqin                  | Volksrepublik China     | 2:36:10                                       |
| 26    | Lisa Christina Stublić       | Kroatien                | 2:36:41                                       |
| 27    | Kim Sung-eun                 | Südkorea                | 2:37:05 SB                                    |
| 28    | Caroline Rotich              | Kenia                   | 2:37:07 SB                                    |
| 29    | Kathy Newberry               | USA                     | 2:37:28 SB                                    |
| 30    | René Kalmer                  | Südafrika               | 2:38:16                                       |
| 31    | Alisa McKaig                 | USA                     | 2:38:23 SB                                    |
| 32    | Tetjana Holowtschenko        | Ukraine                 | 2:39:25 SB                                    |
| 33    | Lee Sook-jung                | Südkorea                | 2:40:23                                       |
| 34    | Chung Yun-hee                | Südkorea                | 2:42:28                                       |
| 35    | Annerien van Schalkwyk       | Südafrika               | 2:43:59 SB                                    |
| 36    | Colleen De Reuck             | USA                     | 2:44:35 SB                                    |
| 37    | Luwsanlchündegiin Otgonbajar | Mongolei                | 2:45:58                                       |
| 38    | Zoila Gomez                  | USA                     | 2:46:44 SB                                    |
| 39    | Judith Toribio               | Peru                    | 2:47:21                                       |
| 40    | Alyson Dixon                 | Großbritannien          | 2:50:51                                       |
| 41    | Park Jun-sook                | Südkorea                | 3:03:34                                       |
| 42    | Choi Bo-ra                   | Südkorea                | 3:10:06                                       |
| 43    | Moleboheng Mafata            | Lesotho                 | 3:28:30 SB                                    |
| 44    | Shariska Winterdal           | Aruba                   | 3:49:48 SB                                    |
| DNF   | Lucia Kimani                 | Bosnien und Herzegowina |                                               |
| DNF   | Alessandra Aguilar           | Spanien                 |                                               |
| DNF   | Aselefech Mergia             | Äthiopien               |                                               |
| DNF   | Jemena Misayauri             | Peru                    |                                               |
| DNF   | Epiphanie Nyirabarame        | Ruanda                  |                                               |
| DNF   | Julija Ruban                 | Ukraine                 |                                               |
| DSQ   | Dire Tune                    | Äthiopien               | IAAF Rule 240.8f – Offiziellenaufenthaltszone |
| DOP   | Tetjana Gamera               | Ukraine                 | 2:31:58                                       |
| DOP   | Bahar Doğan                  | Türkei                  | 2:42:56                                       |
| DOP   | Kateryna Stezenko            | Ukraine                 | DNF                                           |
| DNS   | Tanith Maxwell               | Südafrika               |                                               |

## Marathon-Cup
| Platz | Land                | Athletinnen                                        | Zeit (h) |
| ----- | ------------------- | -------------------------------------------------- | -------- |
| 1     | Kenia               | Edna Kiplagat Priscah Jeptoo Sharon Jemutai Cherop | 7:26:57  |
| 2     | Volksrepublik China | Zhou Chunxiu Wang Jiali Chen Rong                  | 7:31:34  |
| 3     | Äthiopien           | Bezunesh Bekele Aberu Kebede Atsede Baysa          | 7:32:20  |
| 4     | Japan               | Yukiko Akaba Remi Nakazato Yoshimi Ozaki           | 7:32:58  |
| 5     | USA                 | Tera Moody Kathy Newberry Alisa McKaig             | 7:47:55  |
| 6     | Südkorea            | Kim Sung-eun Lee Sook-jung Chung Yun-hee           | 7:49:58  |

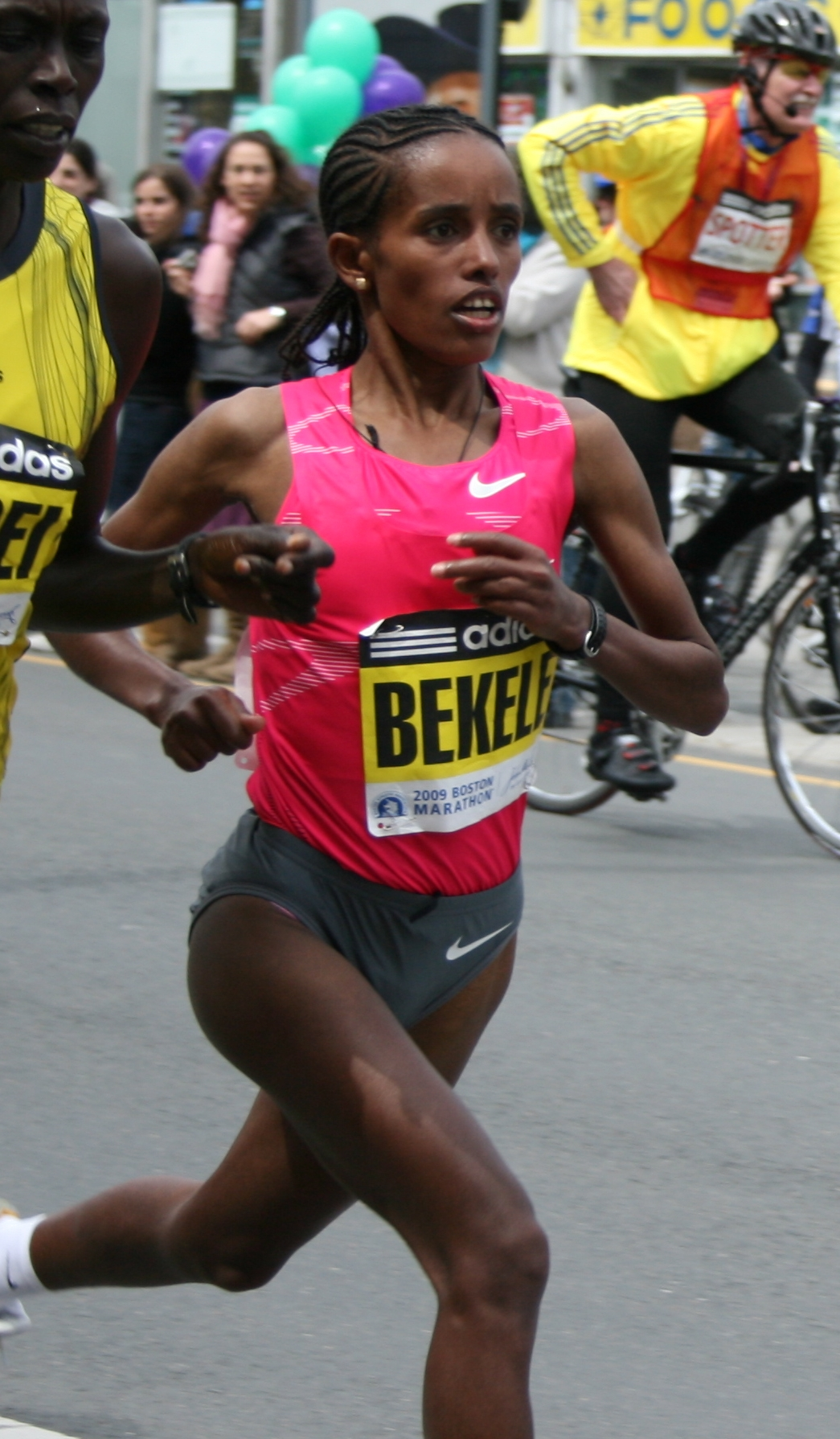
Bezunesh Bekele (4.)
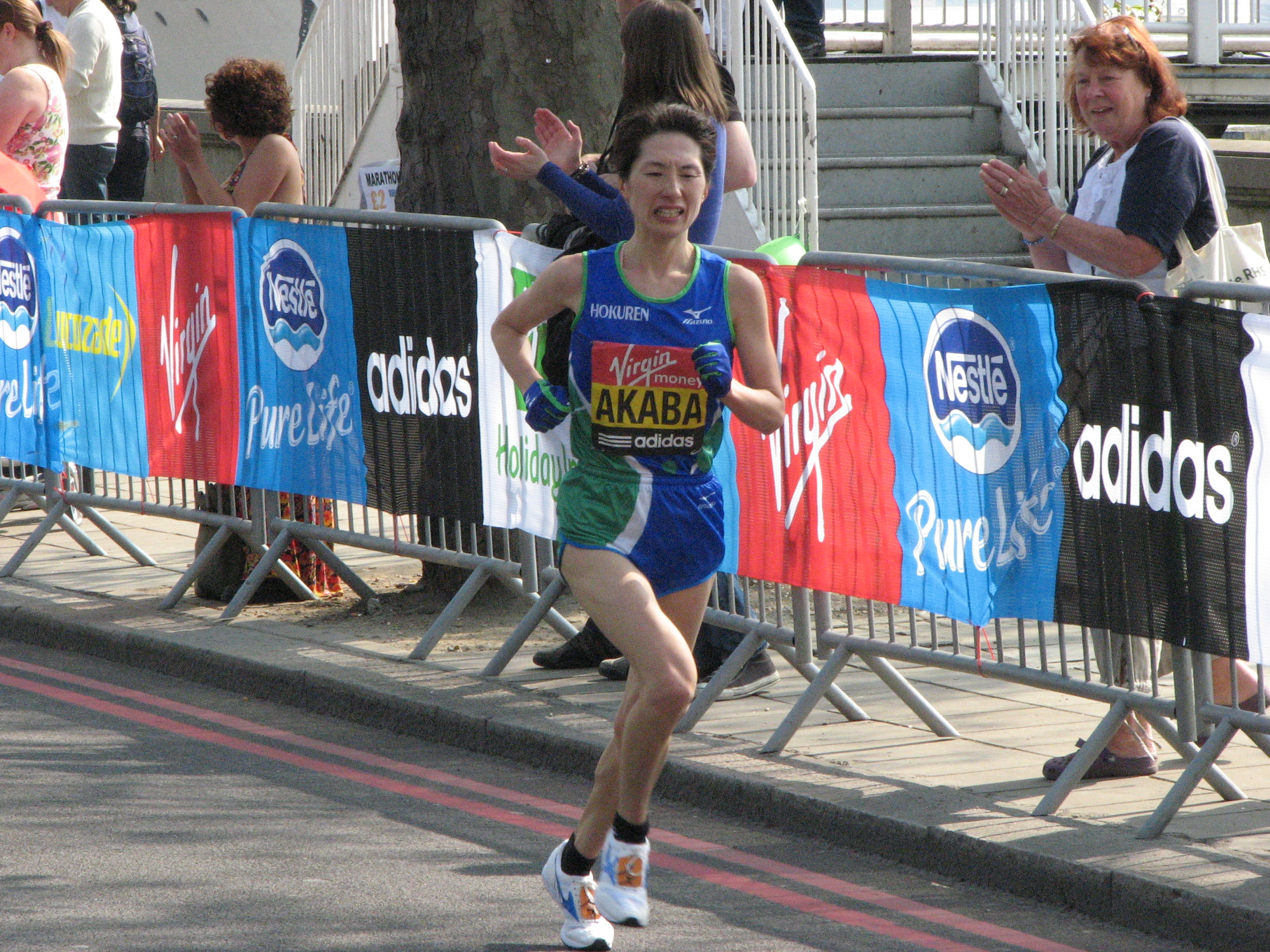
Yukiko Akaba (5.)
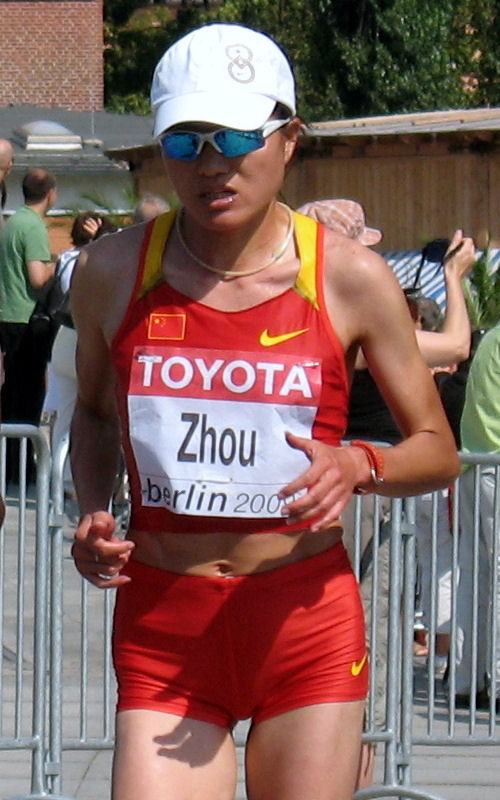
Zhou Chunxiu (6.)
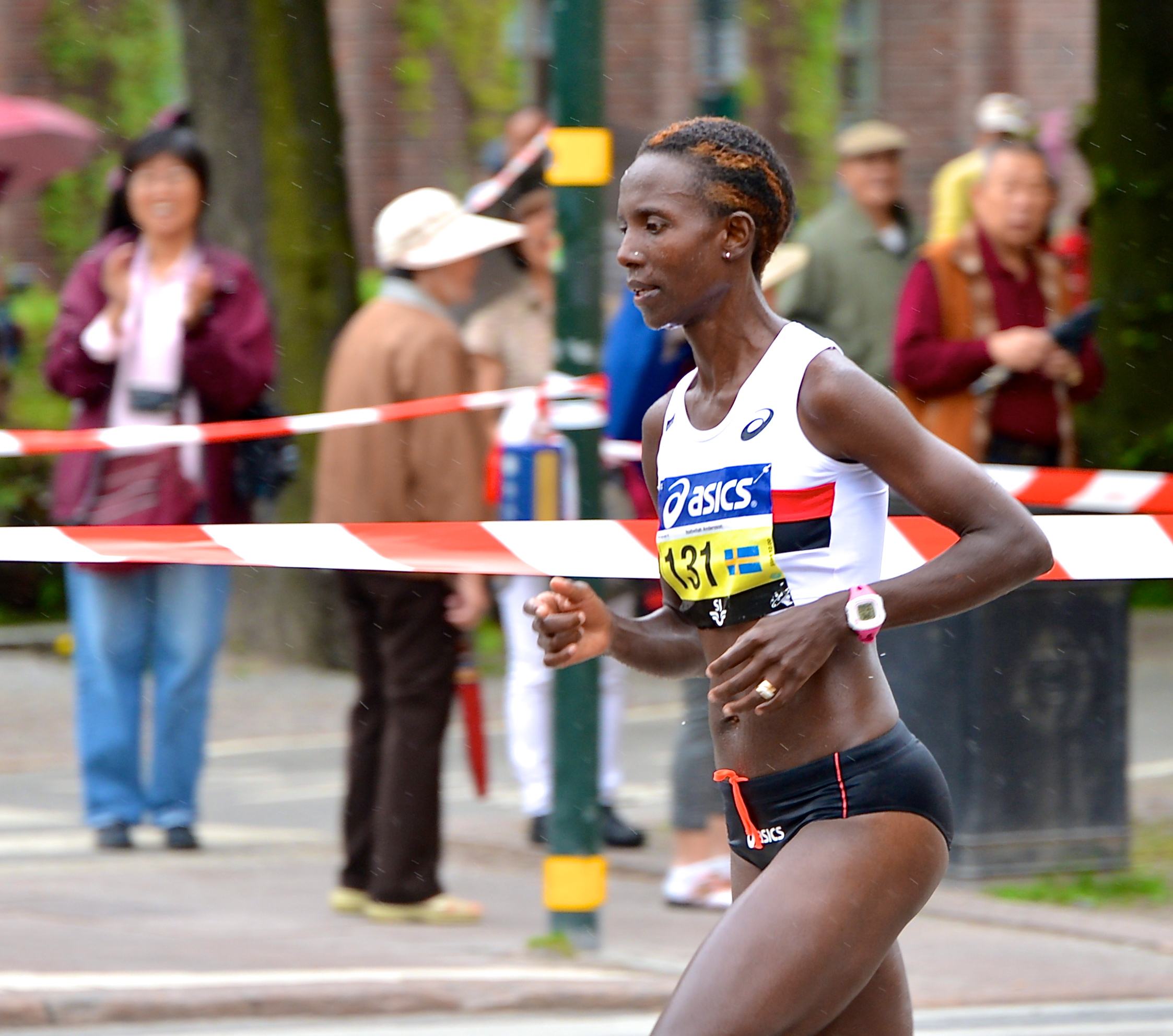
Isabellah Andersson (7.)
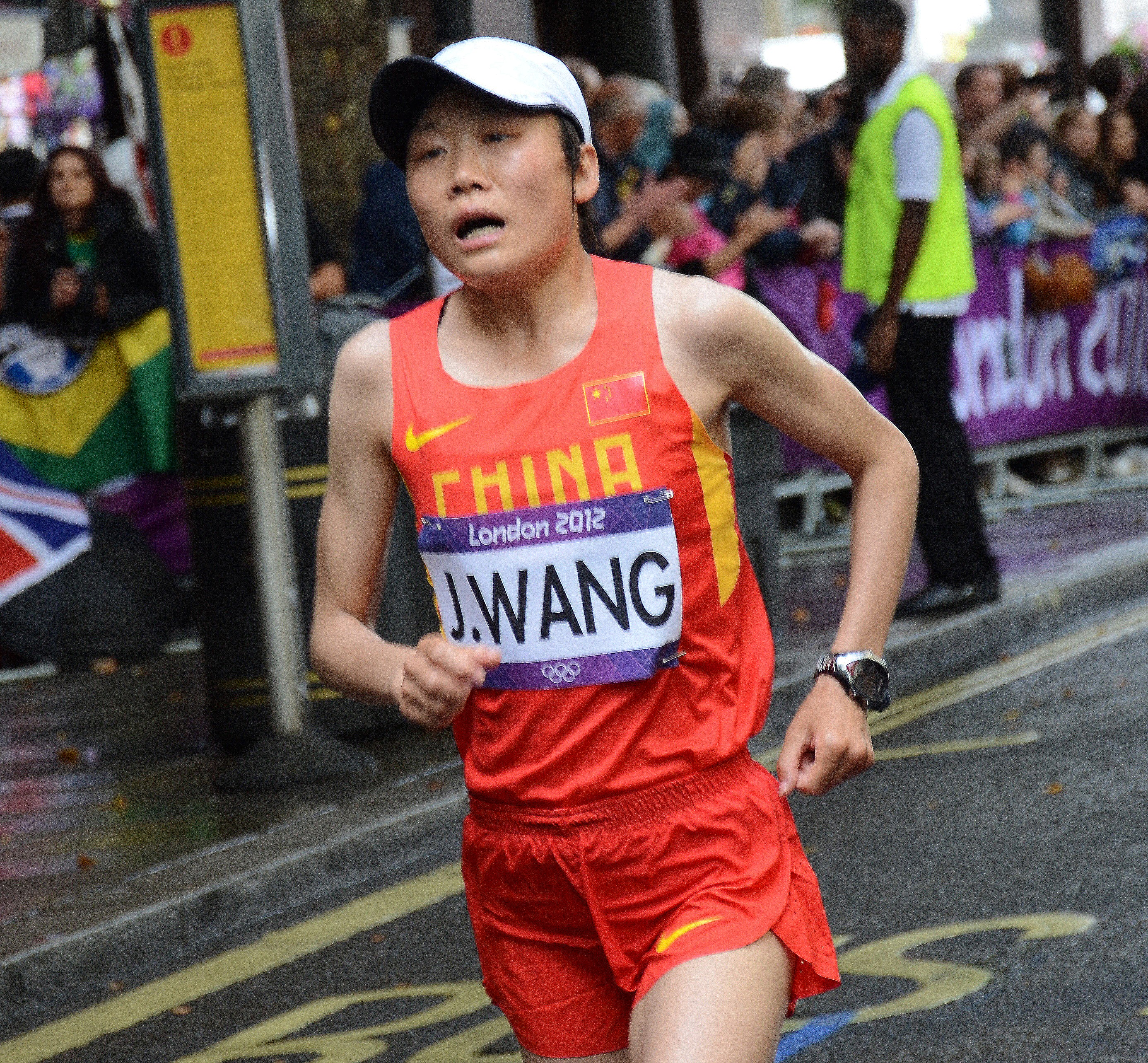
Wang Jiali (8.)
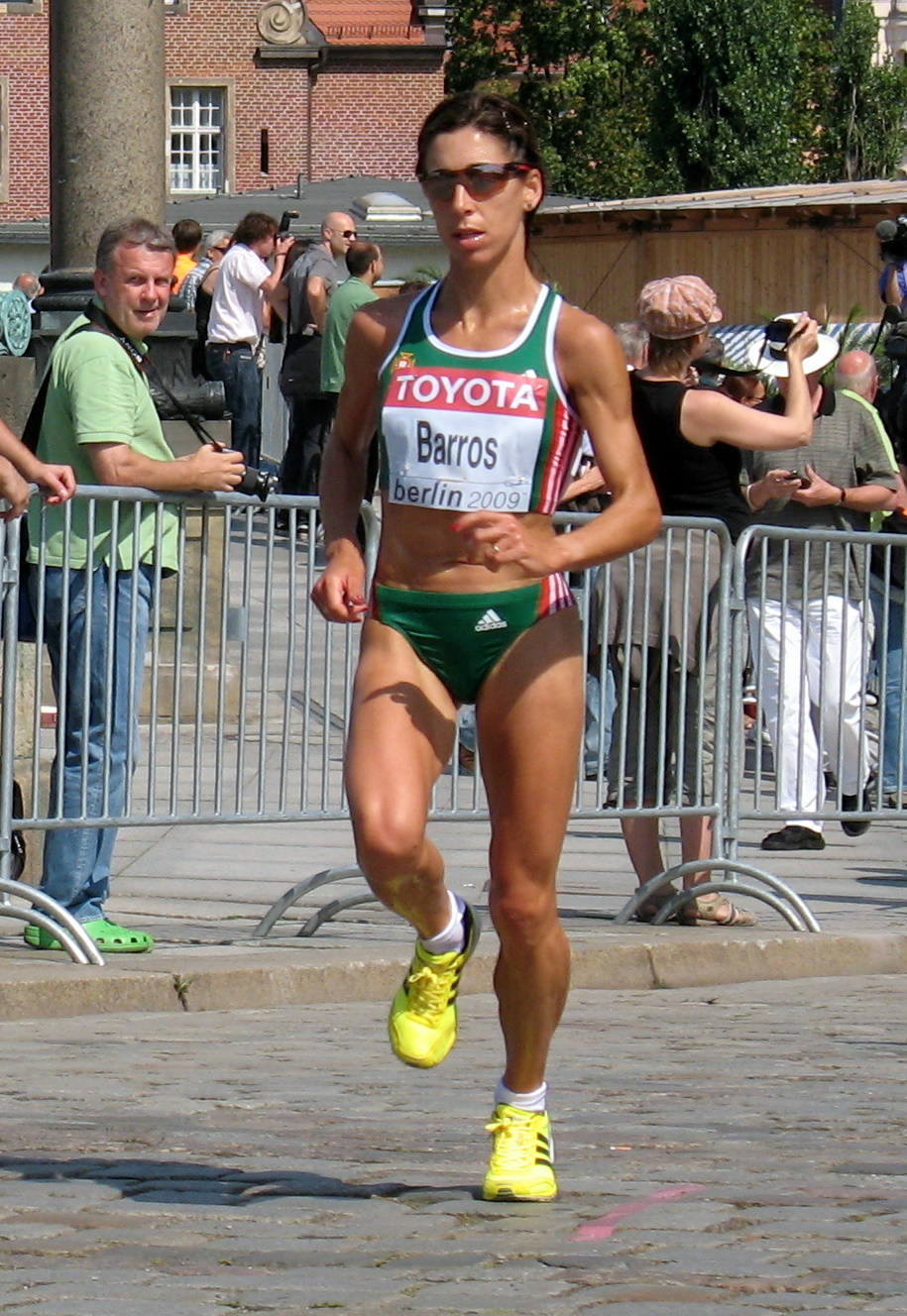
Marisa Barros (9.)
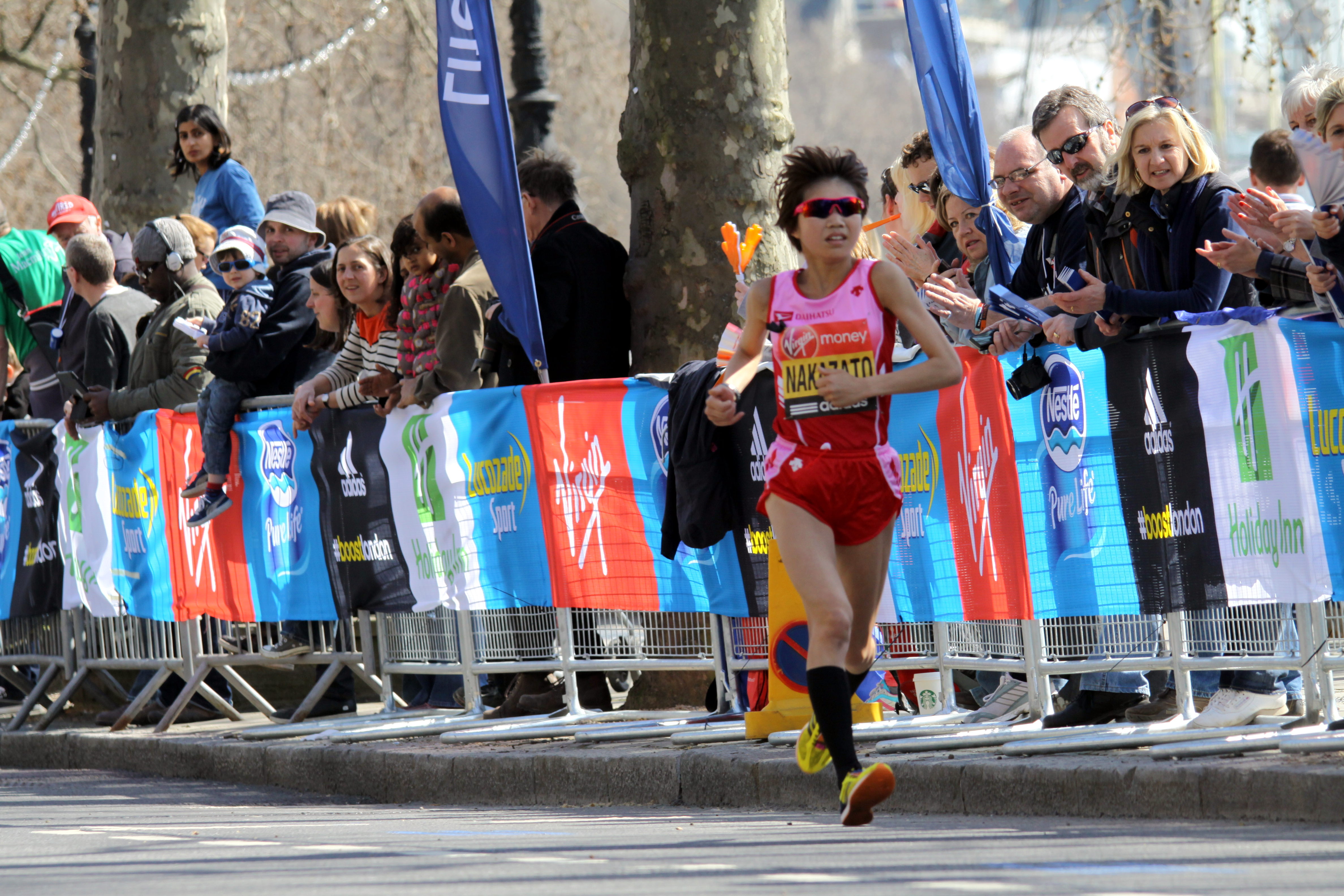
Remi Nakazato (10.)
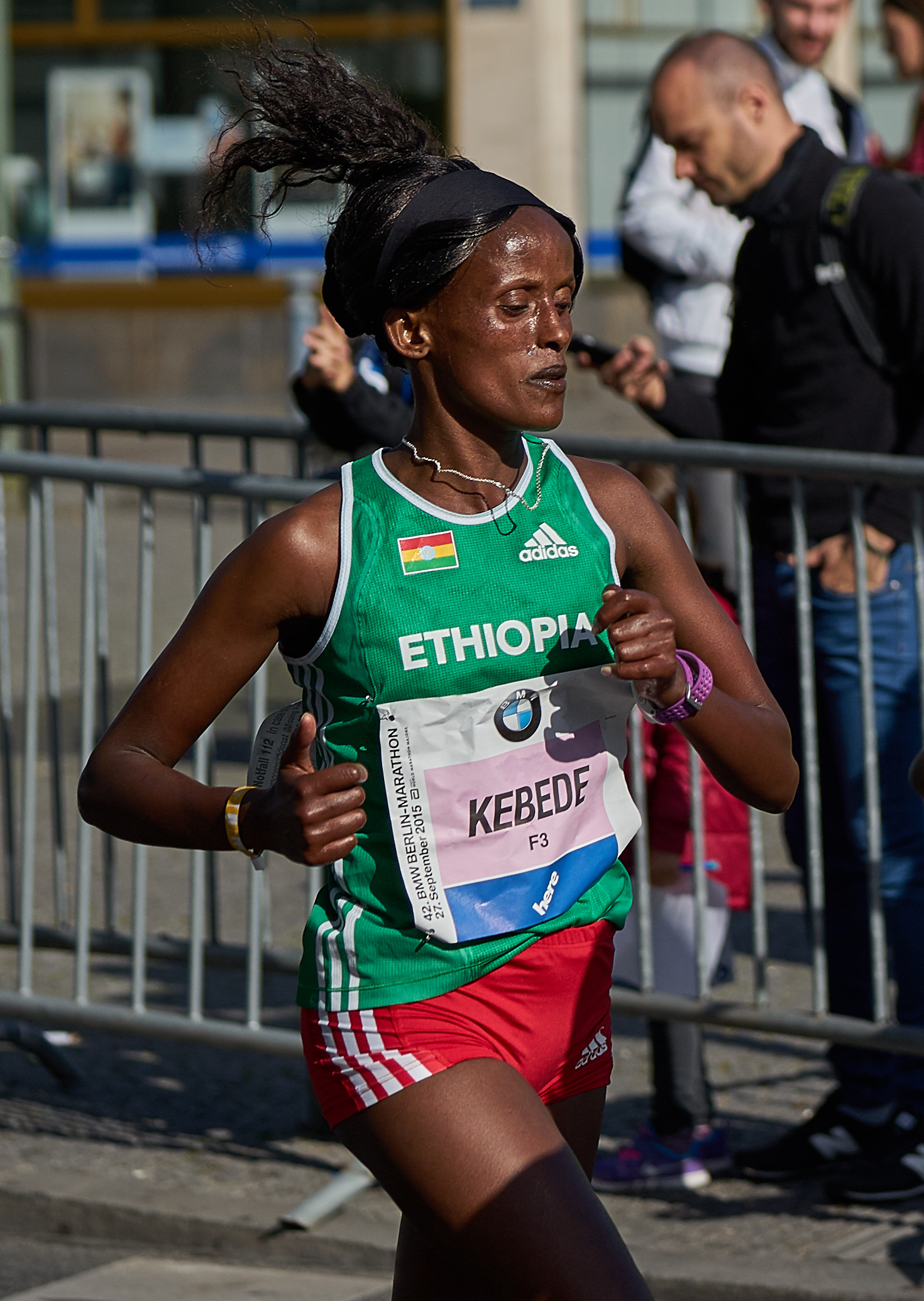
Irene Jerotich Kosgei (13.)
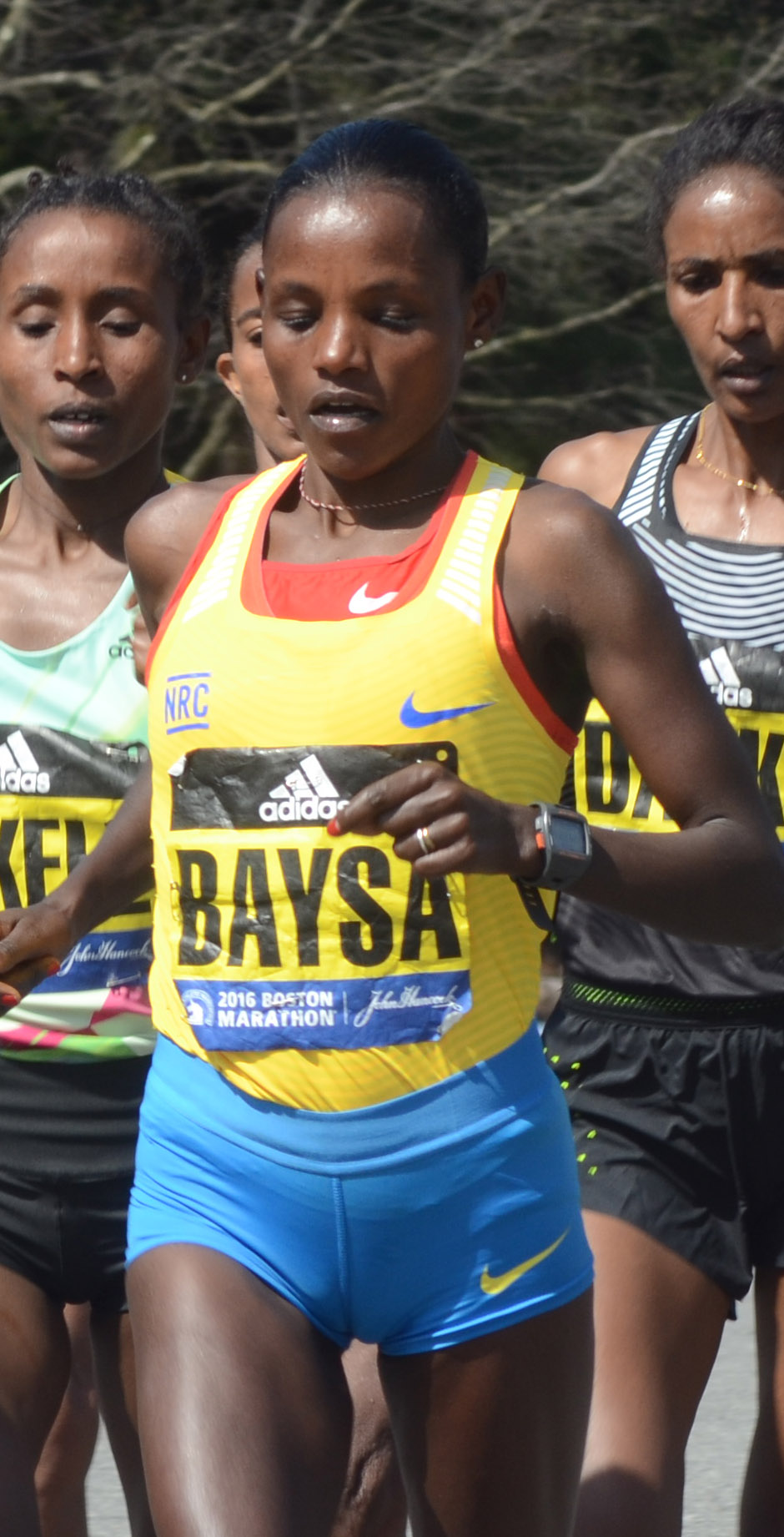
Atsede Baysa (14.)
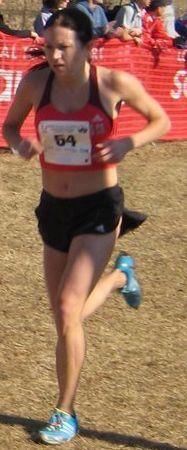
Tera Moody (16.)
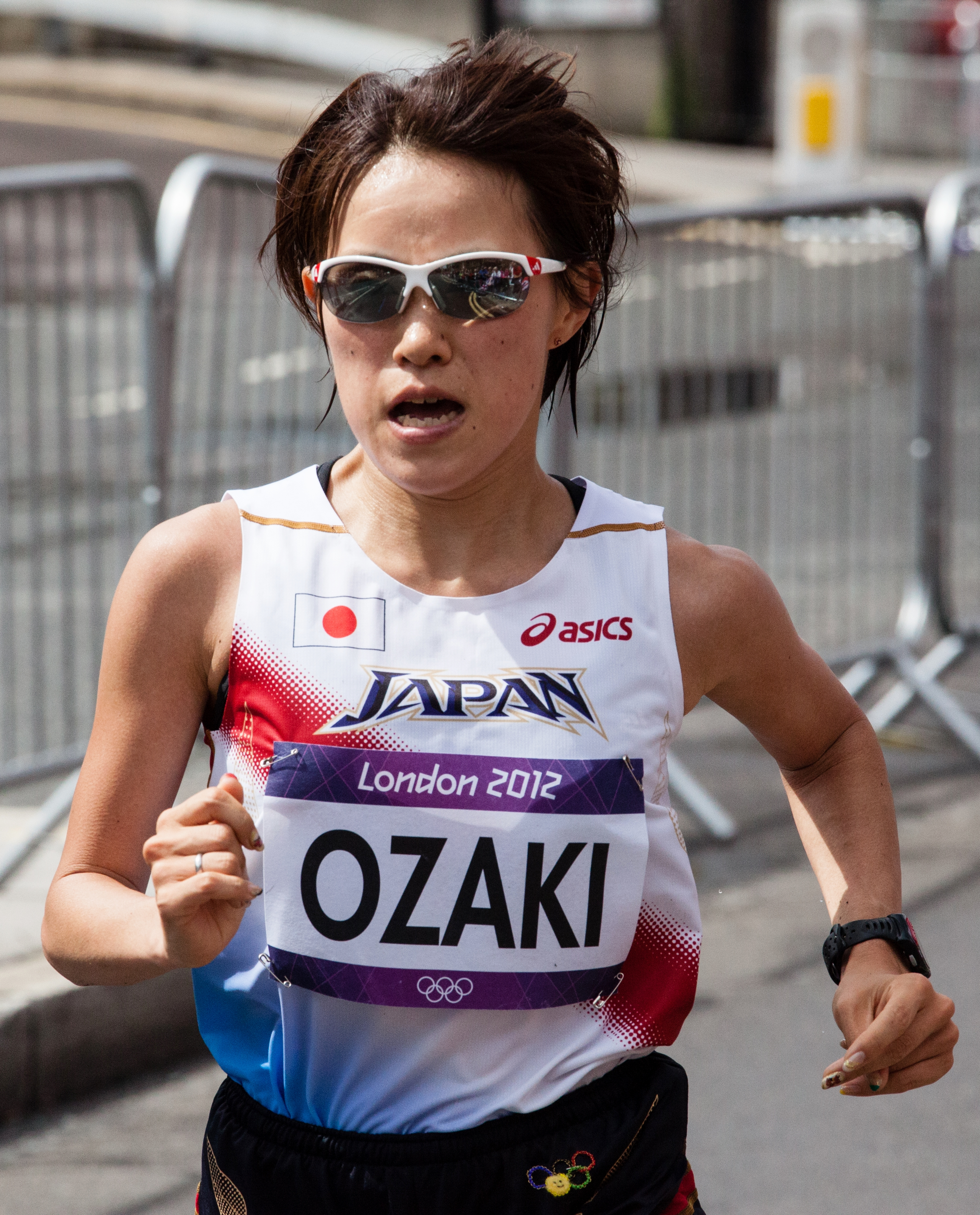
Yoshimi Ozaki (17.)
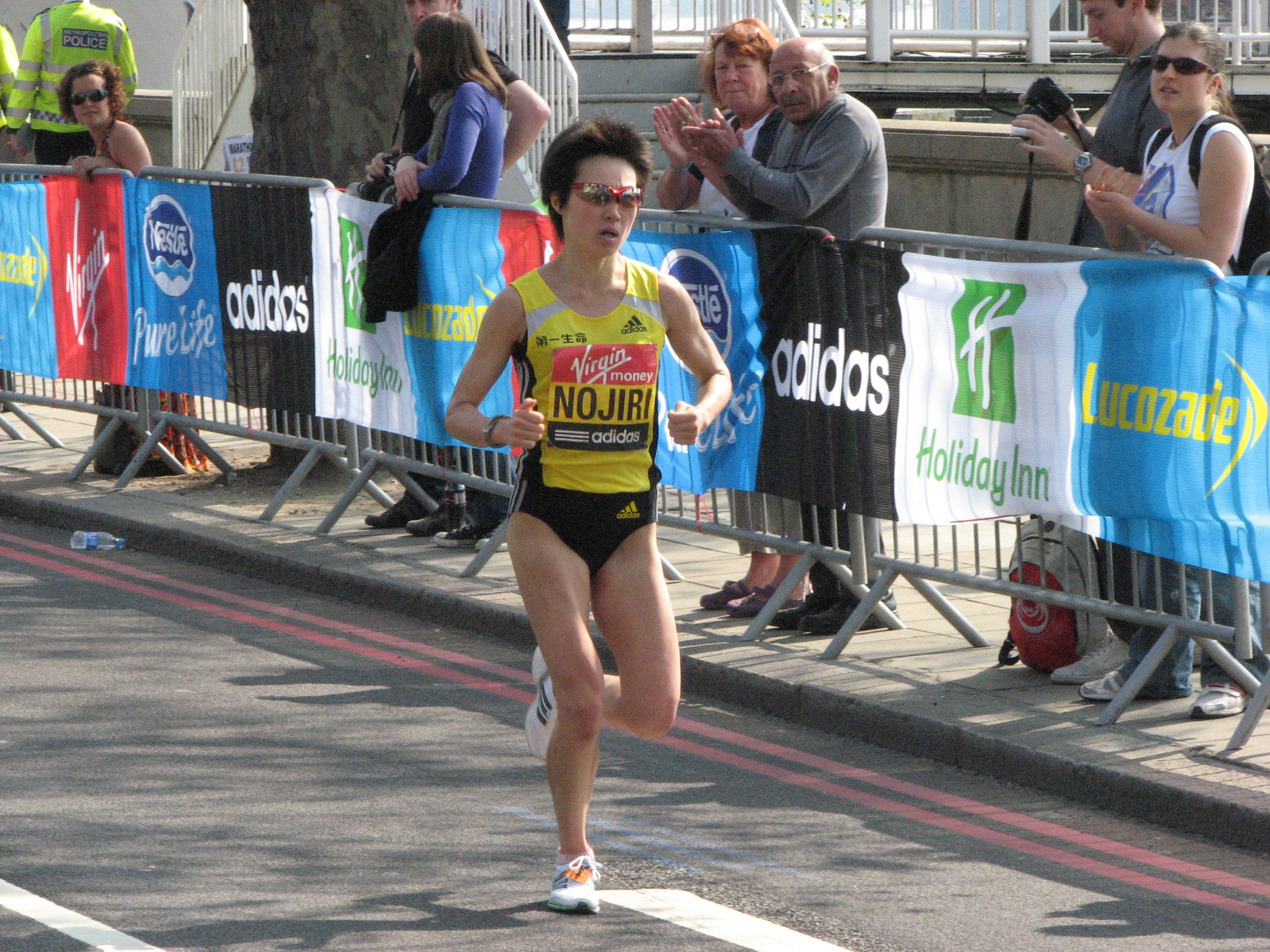
Azusa Nojiri (18.)
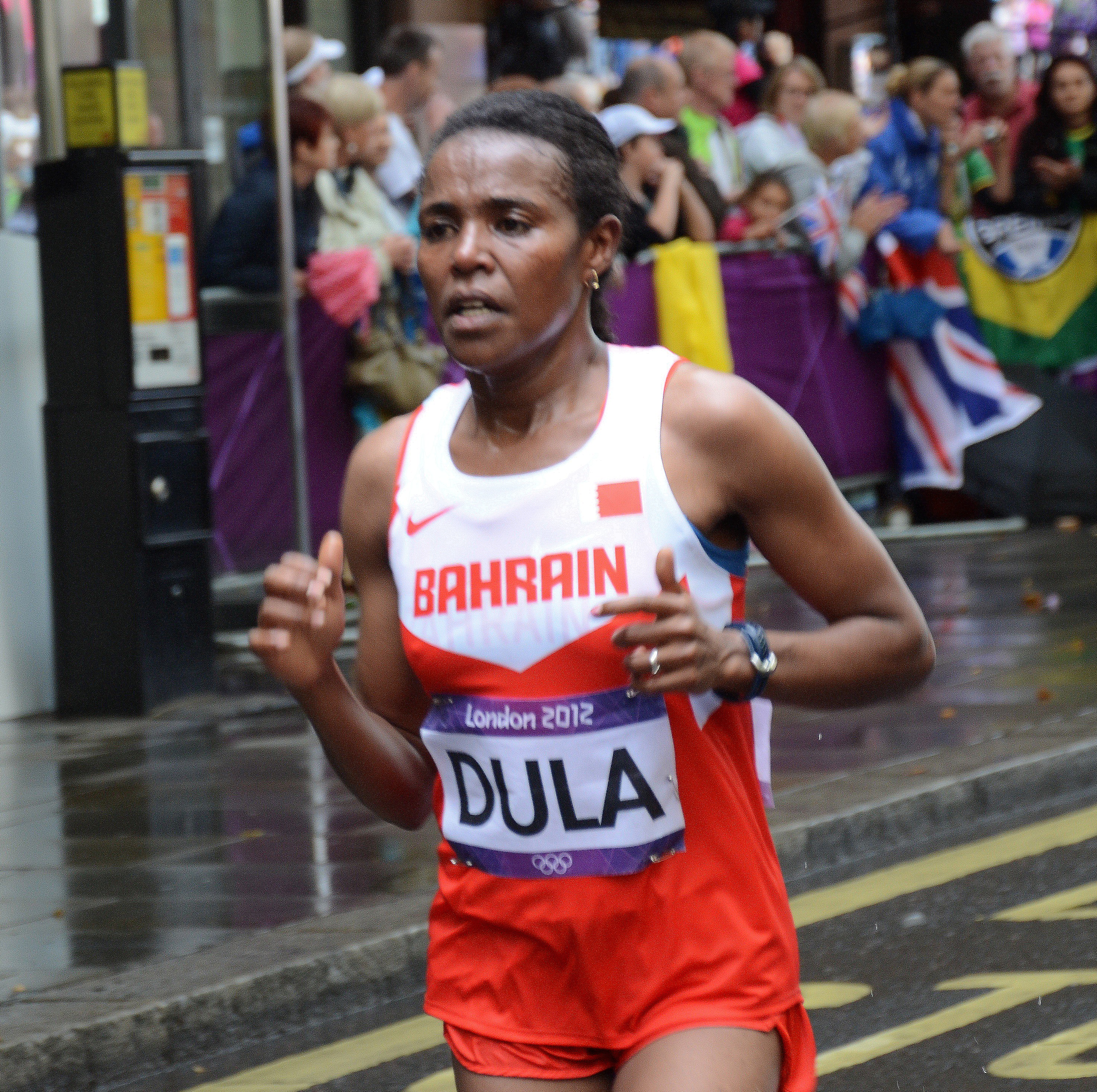
Lishan Dula (19.)
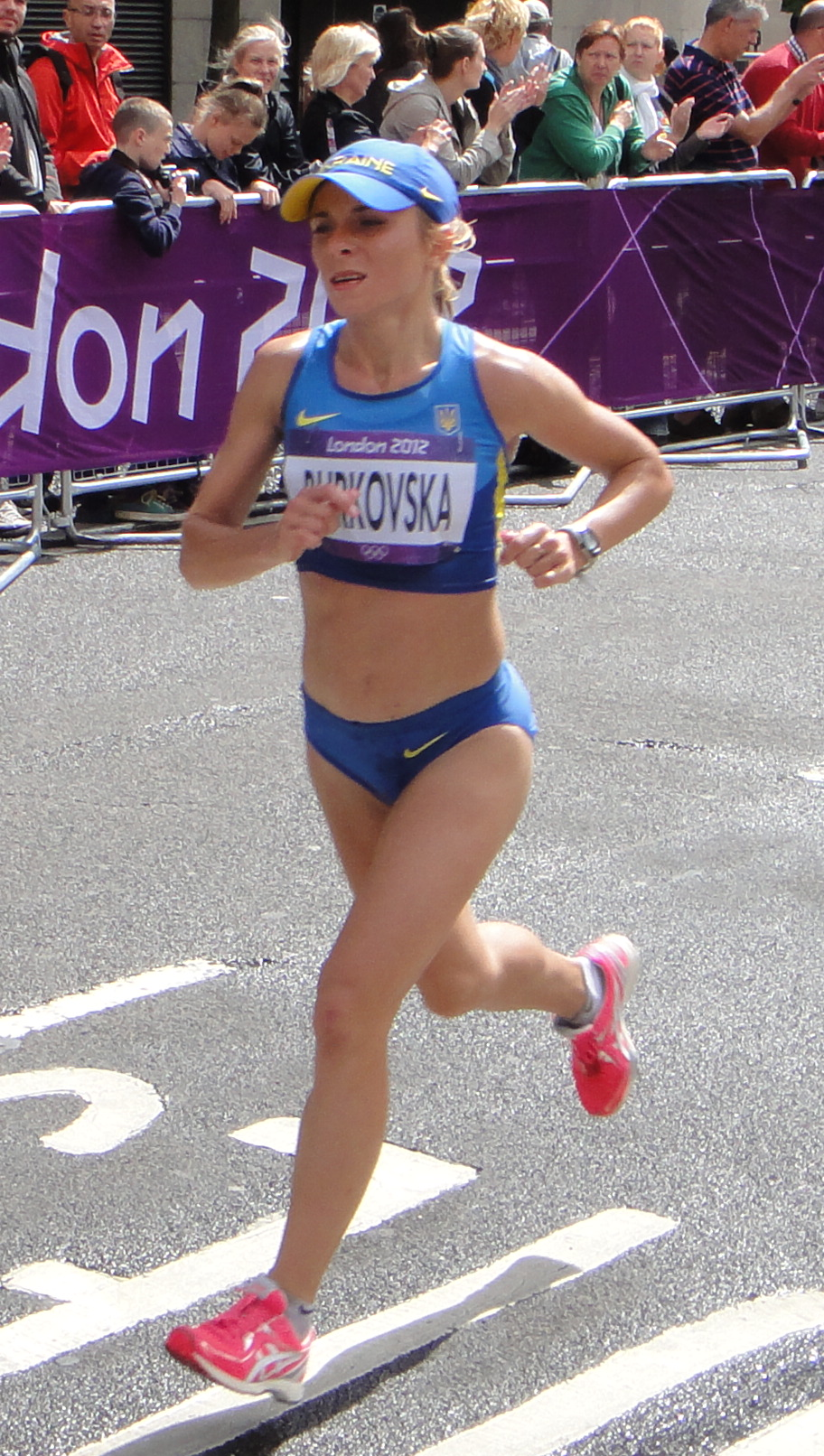
Olena Burkowska (20.)
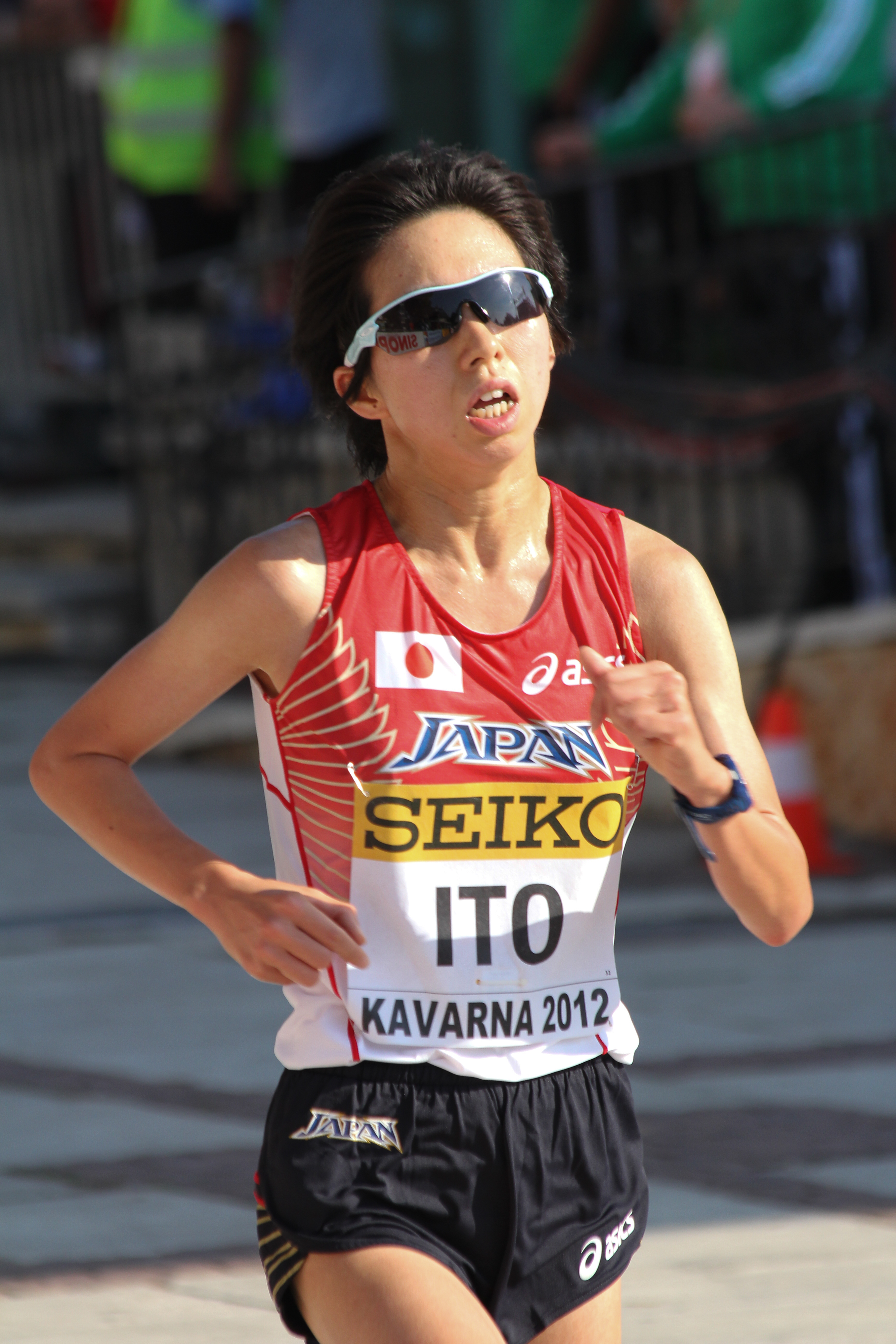
Mai Itō (21.)
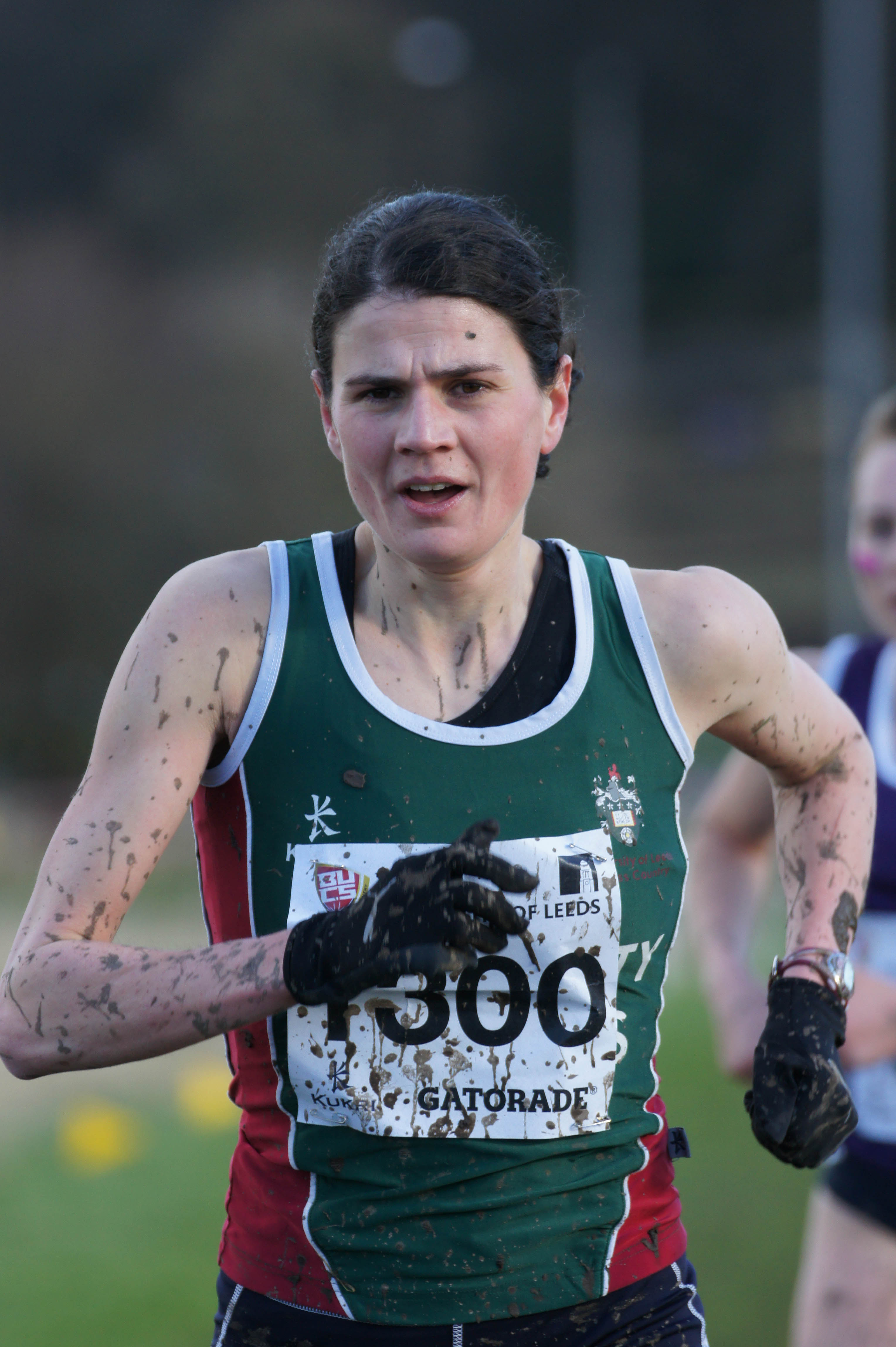
Susan Partridge (23.)
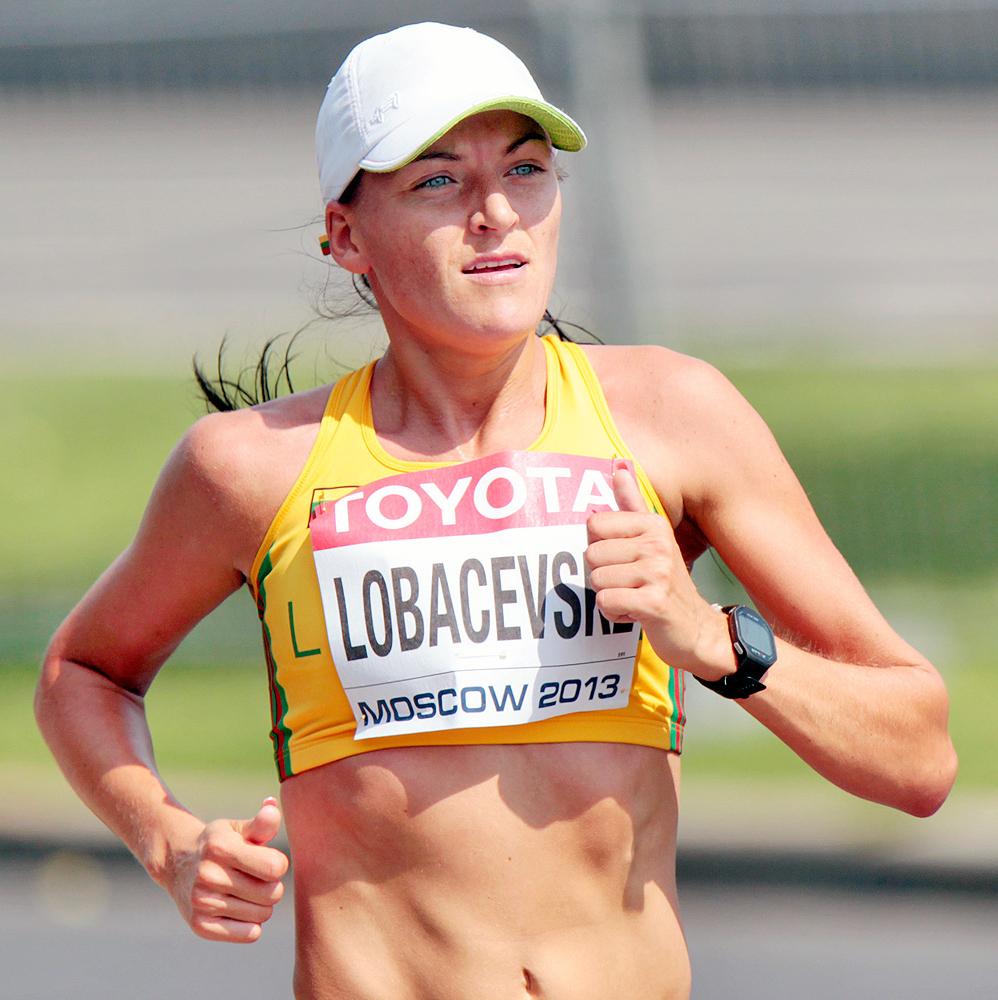
Diana Lobačevskė (24.)
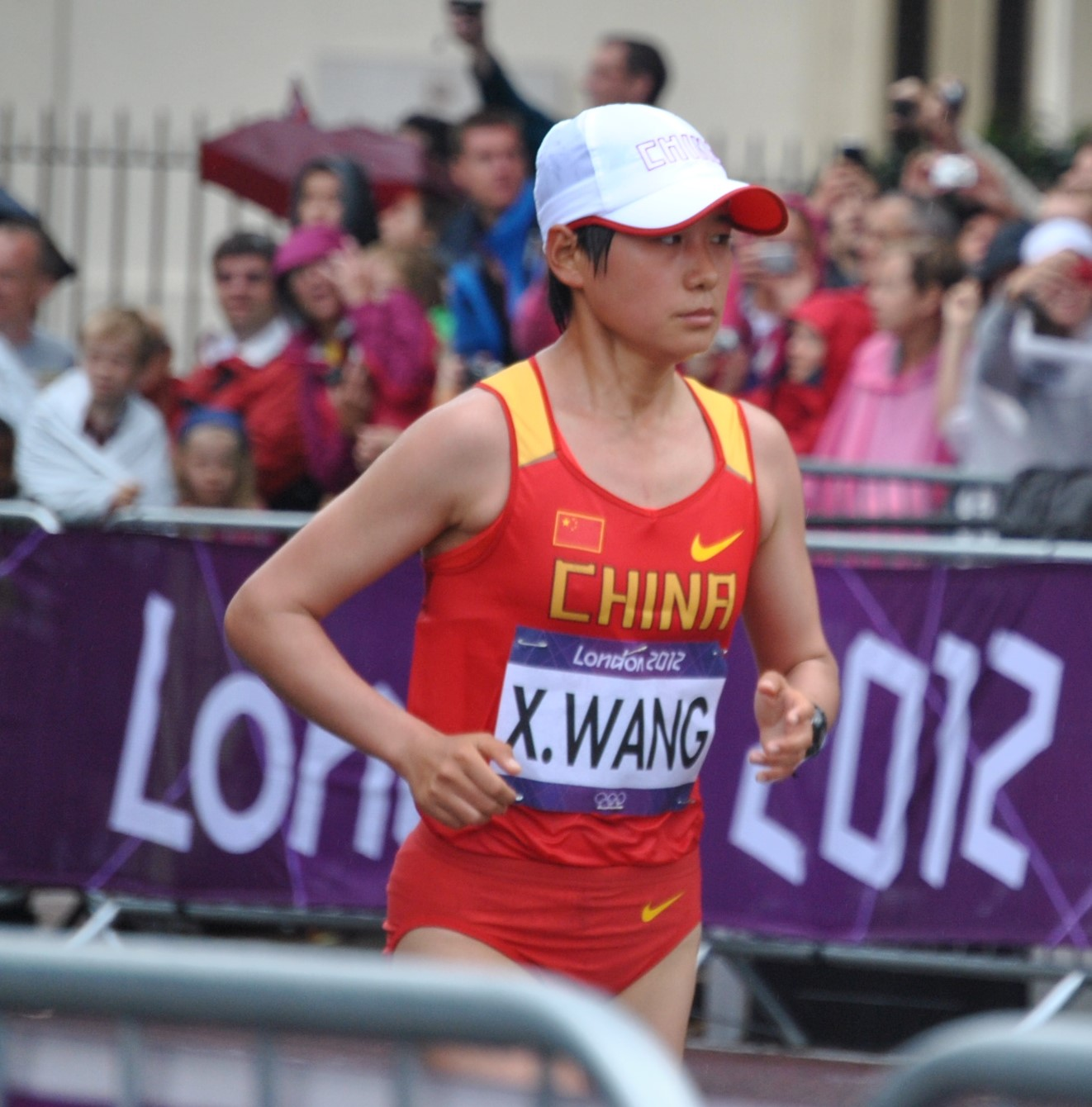
Wang Xueqin (25.)
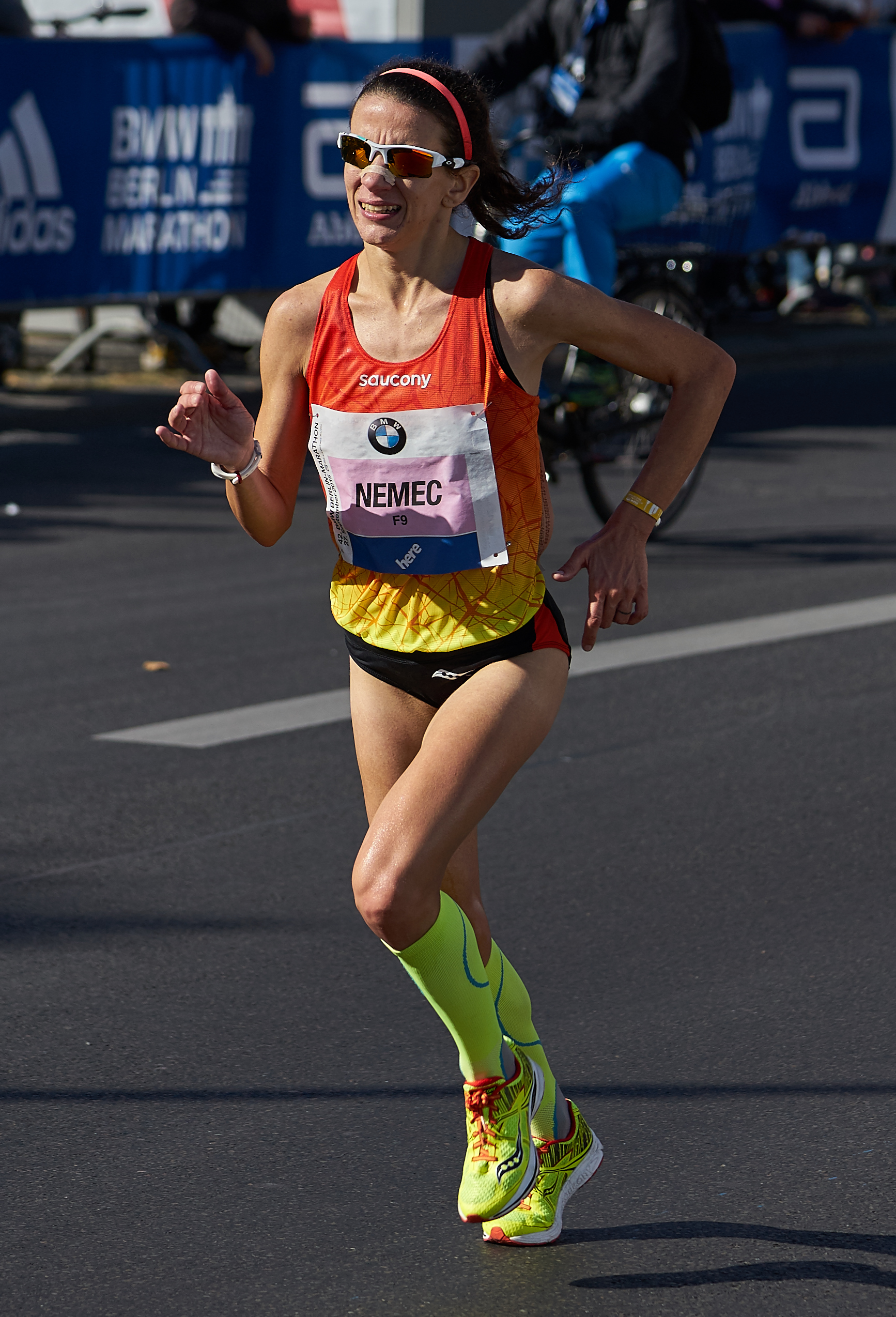
Lisa Christina Stublić (26.)
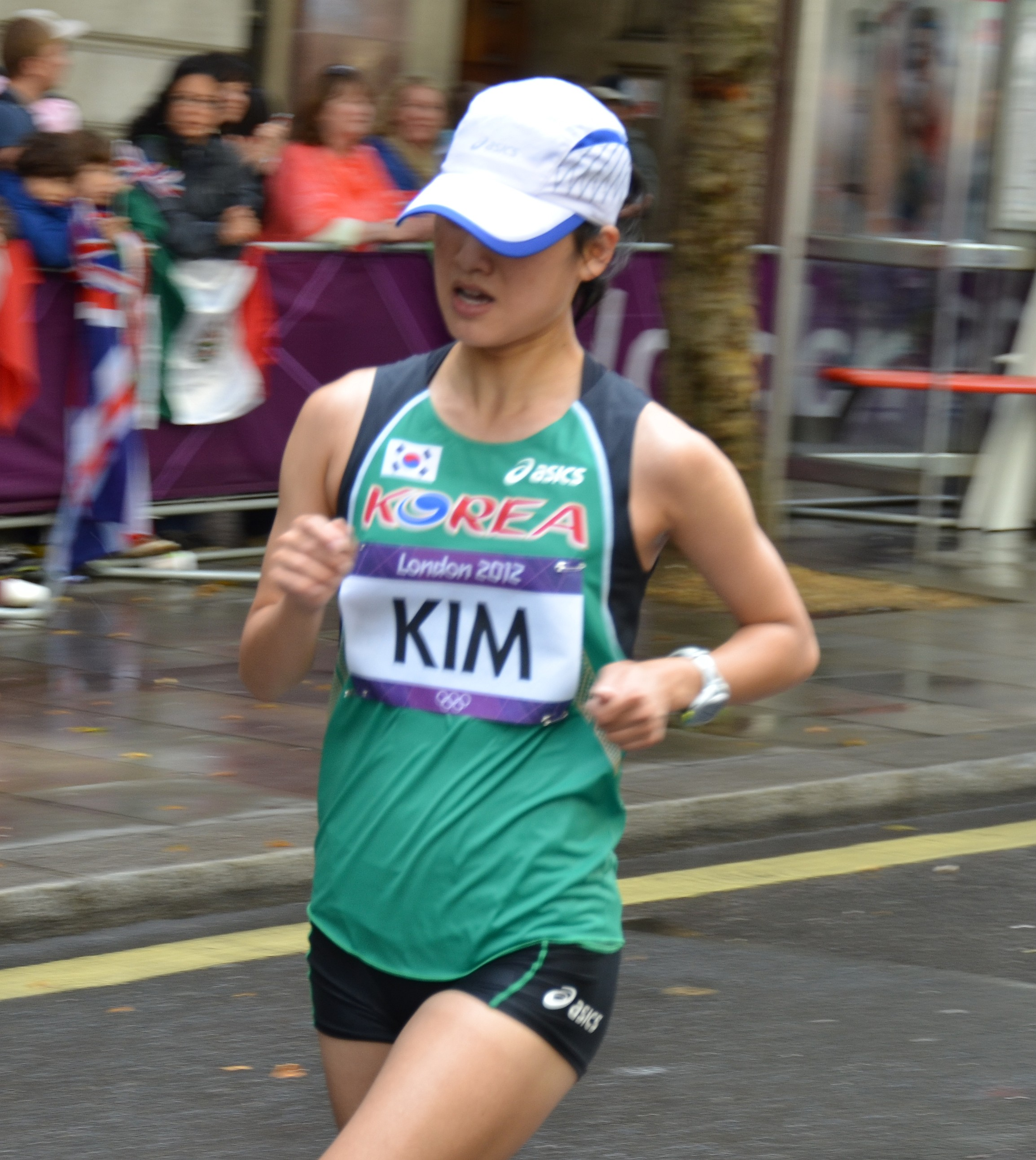
Kim Sung-eun (27.)
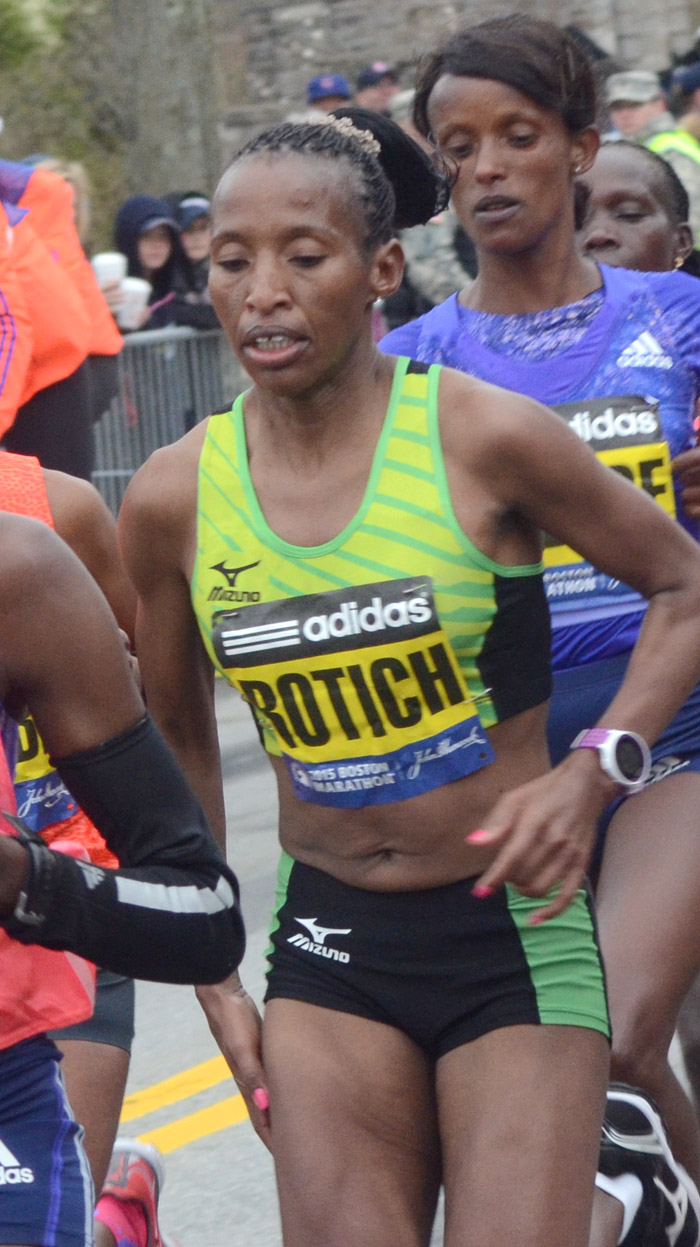
Caroline Rotich (28.)
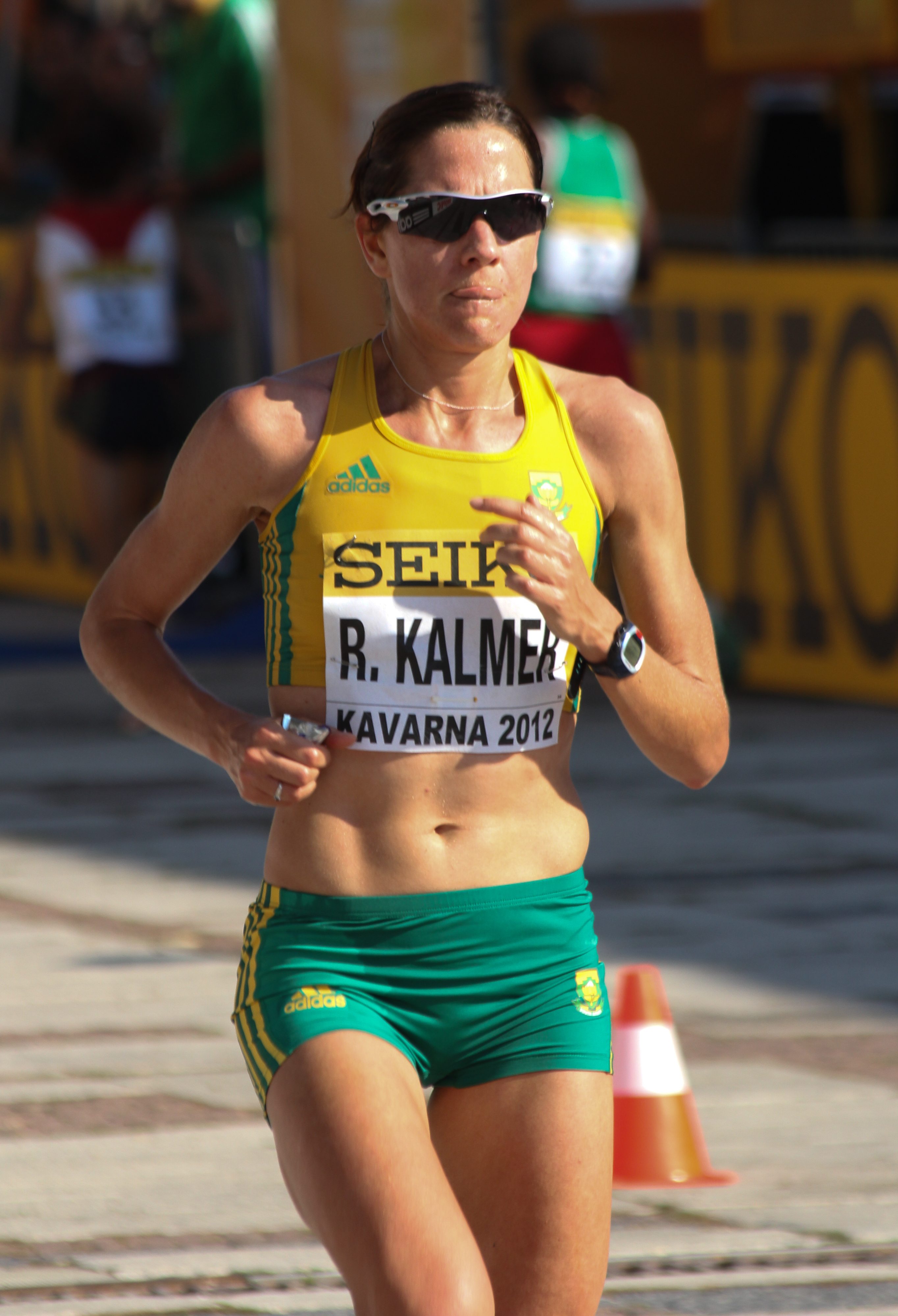
René Kalmer (30.)
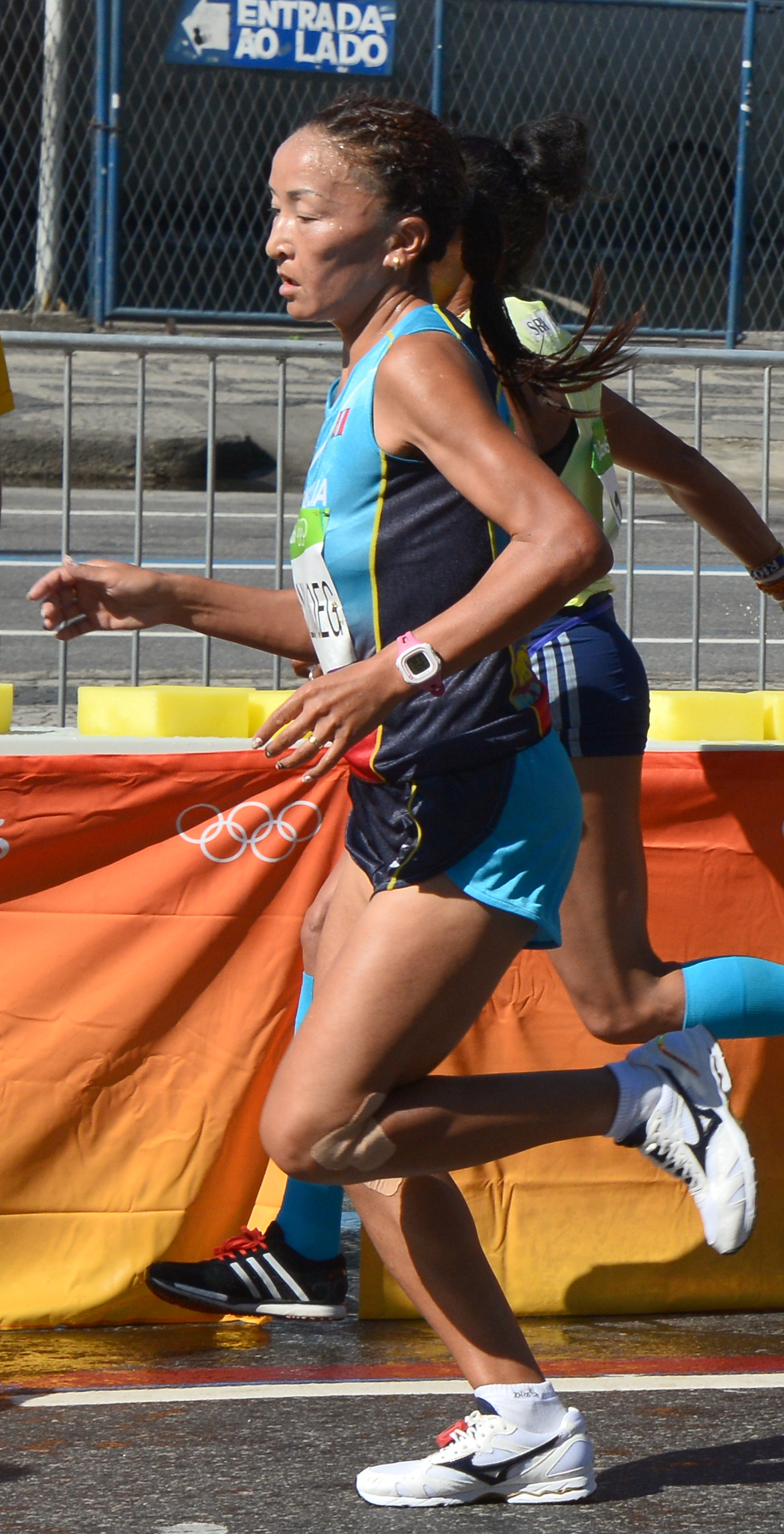
Luwsanlchündegiin Otgonbajar (37.)
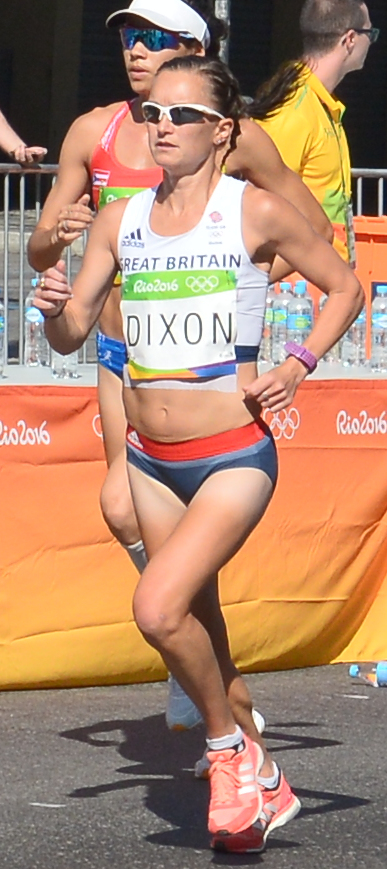
Alyson Dixon (40.)
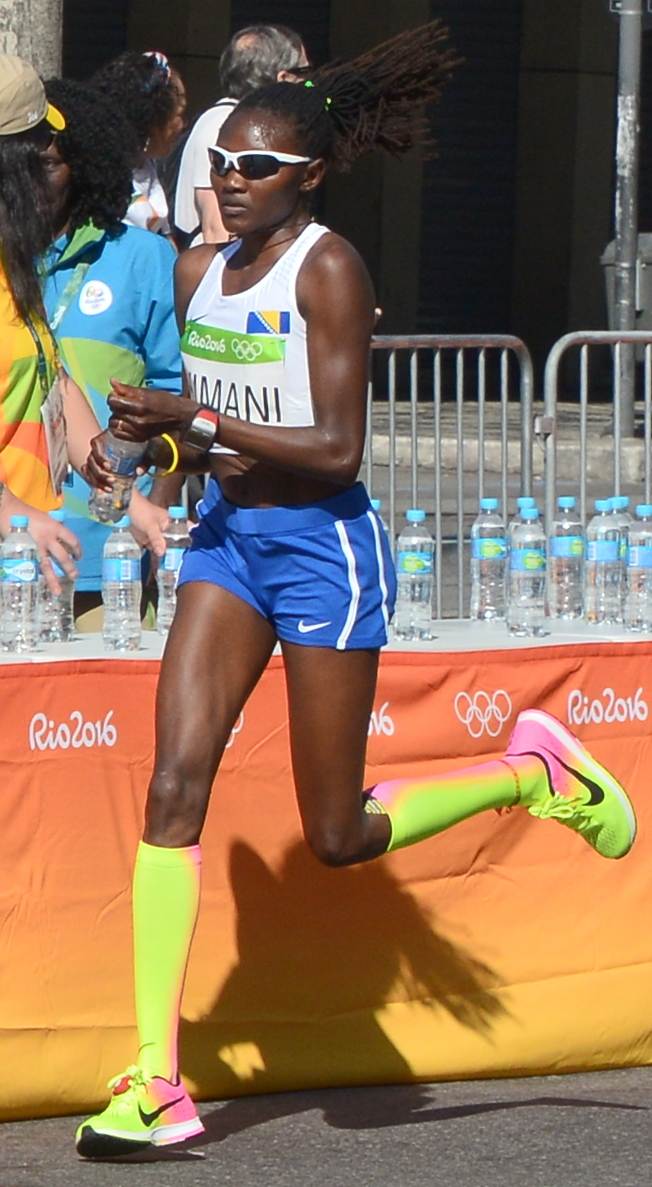
Lucia Kimani (DNF)
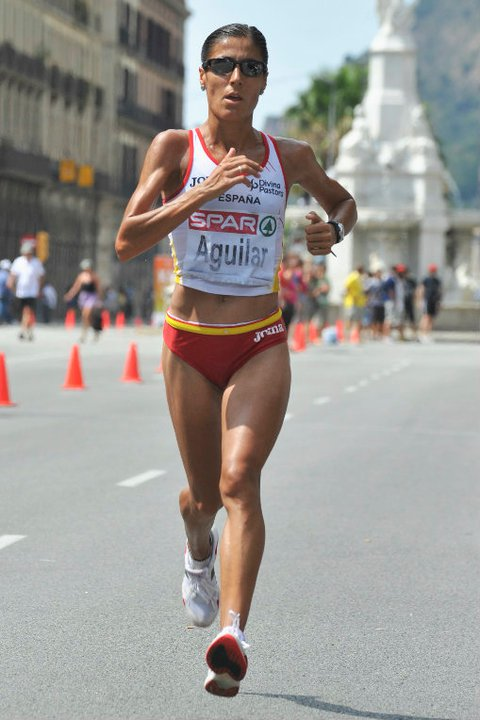
Alessandra Aguilar (DNF)
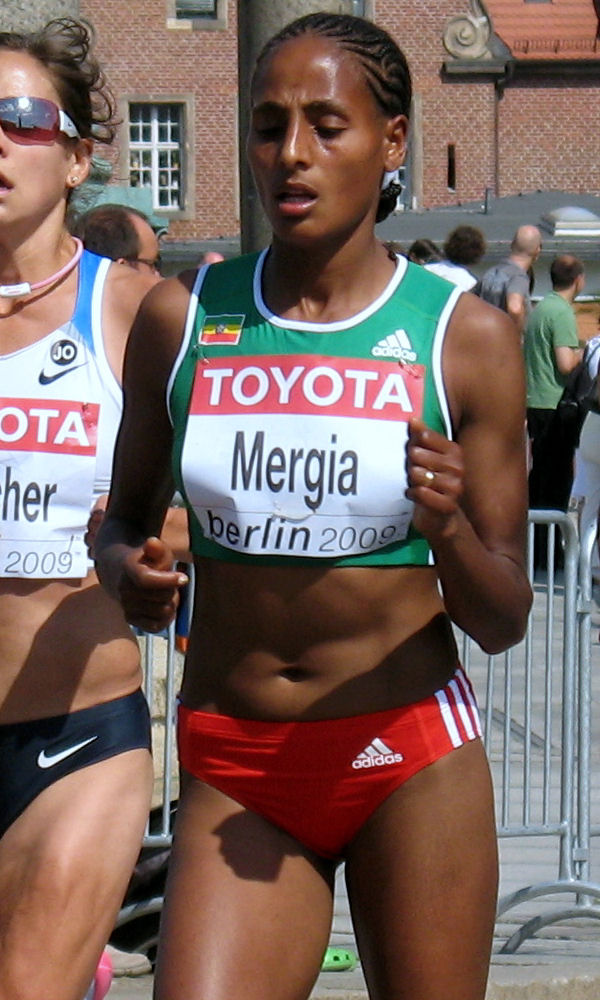
Aselefech Mergia (DNF)
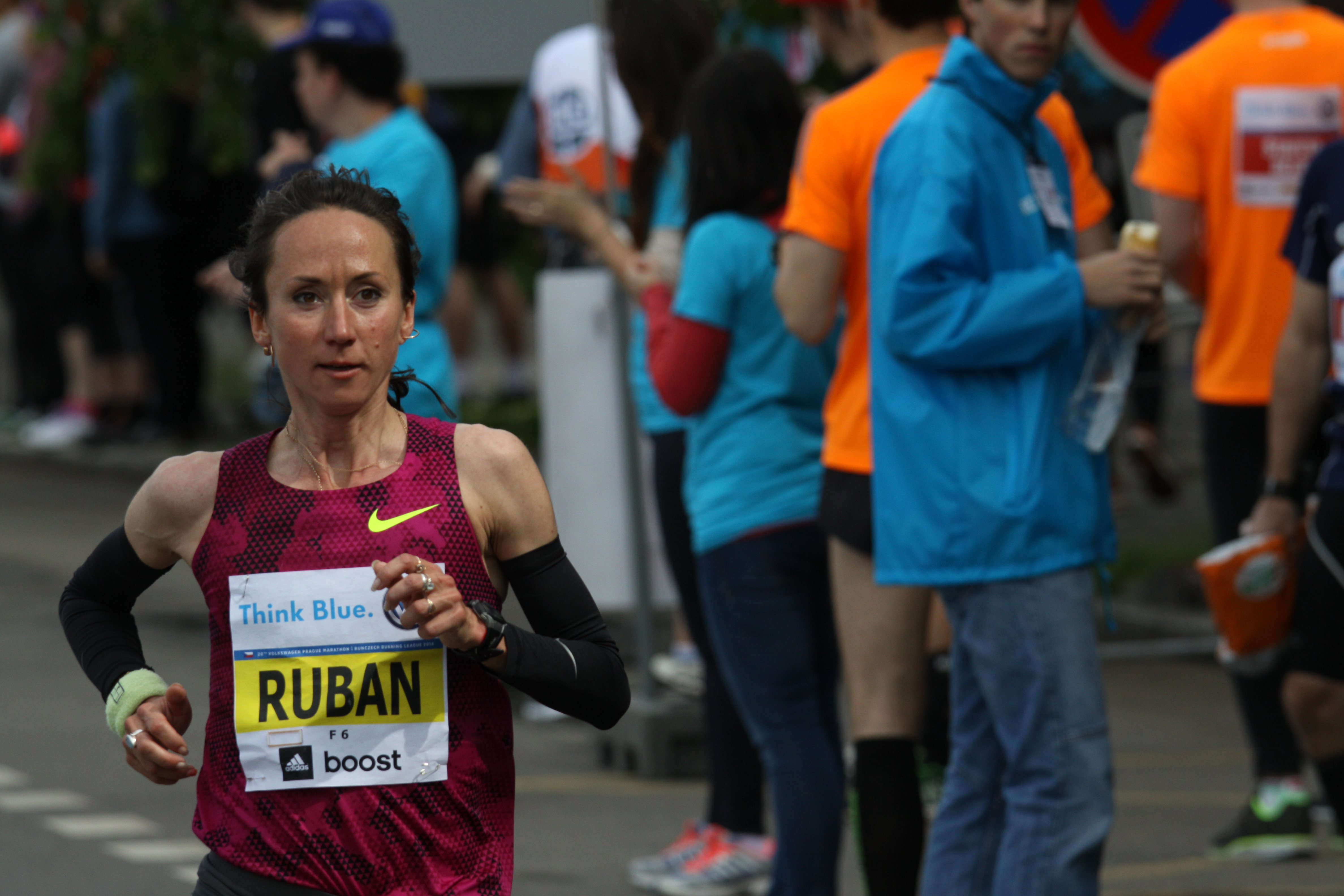
Julija Ruban (DNF)
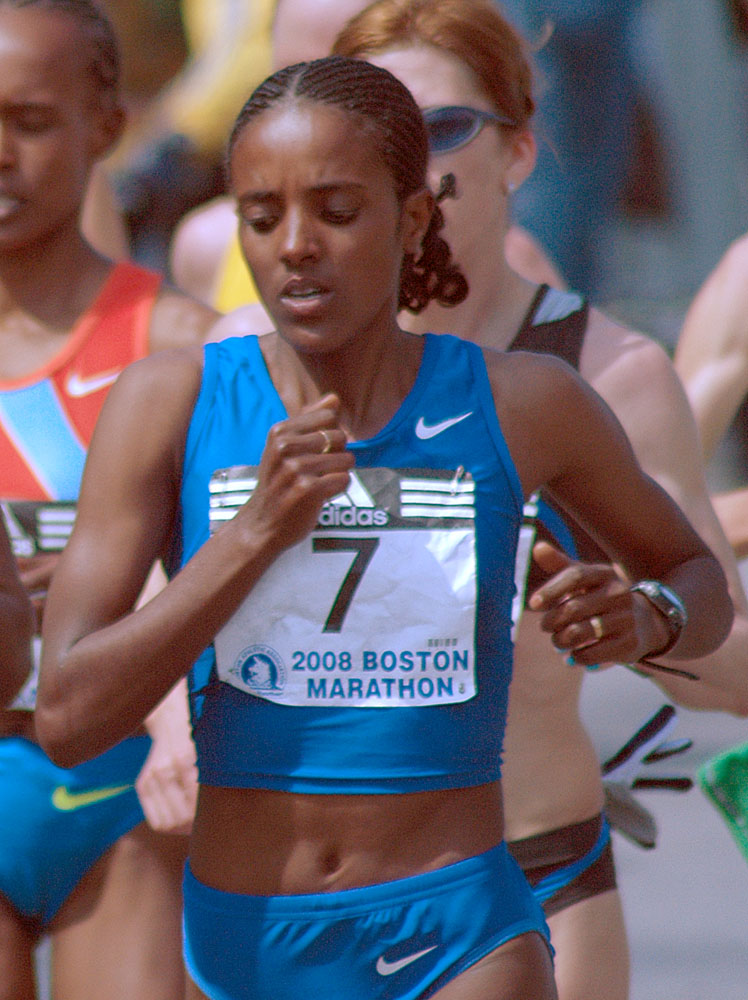
Dire Tune (DSQ)
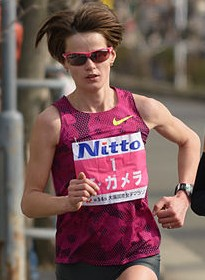
Tetjana Gamera (DSQ)
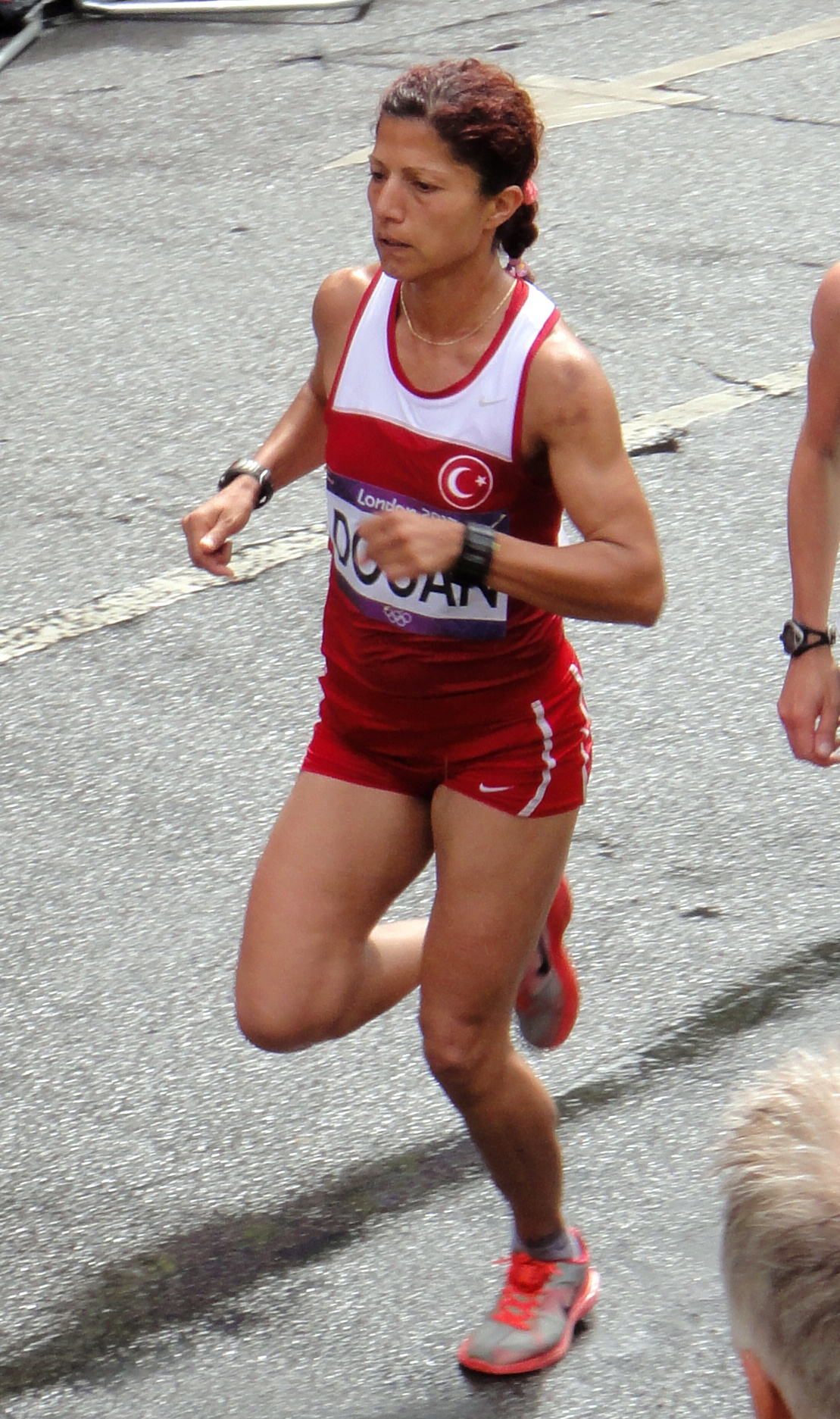
Bahar Doğan (DSQ)

## Video
- Edna Kiplagat takes gold in the Women's Marathon, youtube.com, abgerufen am 4. Januar 2021